# گرگوری چیتین
گرگوری چیتین (انگلیسی: Gregory Chaitin؛ زادهٔ ۱۵ نوامبر ۱۹۴۷) ریاضی‌دان و دانشمند علوم کامپیوتر
آرژانتینی-آمریکایی است. او از مشارکت‌کنندگان برجستهٔ نظریه الگوریتمی اطلاعات و فراریاضیات به‌شمار می‌رود.